# Pililla
Pililla è una municipalità di seconda classe delle Filippine, situata nella Provincia di Rizal, nella regione di Calabarzon.
Pililla è formata da 9 baranggay:
- Bagumbayan (Pob.)
- Halayhayin
- Hulo (Pob.)
- Imatong (Pob.)
- Malaya
- Niogan
- Quisao
- Takungan (Pob.)
- Wawa (Pob.)